# Soulitré

Soulitré este o comună în departamentul Sarthe, Franța. În 2009 avea o populație de 685 de locuitori.